# ندا آرنریچ
ندا آرنریچ (سیریلیک صربی: Неда Арнерић؛ ‏ ۱۵ ژوئیهٔ ۱۹۵۳ – ۱۰ ژانویهٔ ۲۰۲۰) بازیگر اهل جمهوری فدرال سوسیالیستی یوگسلاوی بود. وی بین سال‌های ۱۹۶۶ تا ۲۰۲۰ میلادی فعالیت می‌کرد.
از فیلم‌ها یا برنامه‌های تلویزیونی که وی در آن نقش داشته‌است، می‌توان به مرد هوسران، شفت در آفریقا، خوش به‌حال پولداران، کی آنجا آواز می‌خواند؟، نبرد سوتیسکا و پایان جنگ اشاره کرد.